# Burg Rusbühl
Die Burg Rusbühl ist eine abgegangene Höhenburg am Südostende einer kleinen 495 m ü. NHN hohen Kuppe, die circa 600 Meter südöstlich der Kirche des Ortsteils Bankholzen der Gemeinde Moos im baden-württembergischen Landkreis Konstanz in Deutschland liegt.

## Lage
Die Burgstelle liegt auf einem Nordwest-Südost verlaufenden schmalen Bergrücken, dessen Nordostflanke zum Zeller See des Untersees zeigt und dessen Südwestflanke das Tal des Bankholzer Dorfbaches begleitet. Der Bergrücken ist der nördliche Teil des Schiener Berges auf der Bodensee-Halbinsel Höri. Die Burgstelle liegt im LSG Schienerberg, aber nicht im FFH-Gebiet Schiener Berg und westlicher Untersee. Ein Wanderweg verläuft ab dem Wasserbehälter von Bankholzen über den gesamten Bergrücken und passiert direkt die Burgstelle.

## Geschichte
Die Burg wurde vermutlich während des 11. oder 12. Jahrhunderts von den zwischen 1050 und 1092 genannten Edelfreien Herren von Bankholzen oder den gleichnamigen Konstanzer Ministerialen, die zwischen 1158 und dem 13. Jahrhundert genannt wurden, erbaut. Die Burg auf den Rusbühl ist wohl die Vorgängeranlage der etwas jüngeren Burg auf den Schlossbühl.

## Beschreibung
Von der ehemaligen Burganlage auf einem Plateau von 44 × 23 Meter sind noch Grabenreste erhalten. Der ovale Burgstall ist komplett von einem Ringgraben umgeben, der zur Bachseite noch stärker, zur Bodenseeseite nur noch schwach ausgeprägt ist. Zur Bergkammseite nach Nordwesten ist der Burggraben als Halsgraben deutlich weiter eingetieft. Auf dem Plateau findet sich ein rechteckiger Einbruch im Gelände, der aber keine Aussagen, ob neuzeitlich oder Standort eines abgegangenen Gebäudes, erlaubt. Oberirdisch ist kein Steinmaterial mehr sichtbar. So vorhanden, kann die Burg nur sehr kleinteilig gewesen sein. Auf der höchsten Stelle befindet sich eine Informationstafel, die den Burgstall nach derzeitigem Erkenntnisstand unrichtig als keltische Wallburg bezeichnet. Geringe Größe und Aufbau der Burgstelle lassen diese aber als früh- oder beginnend hochmittelalterlich erscheinen.

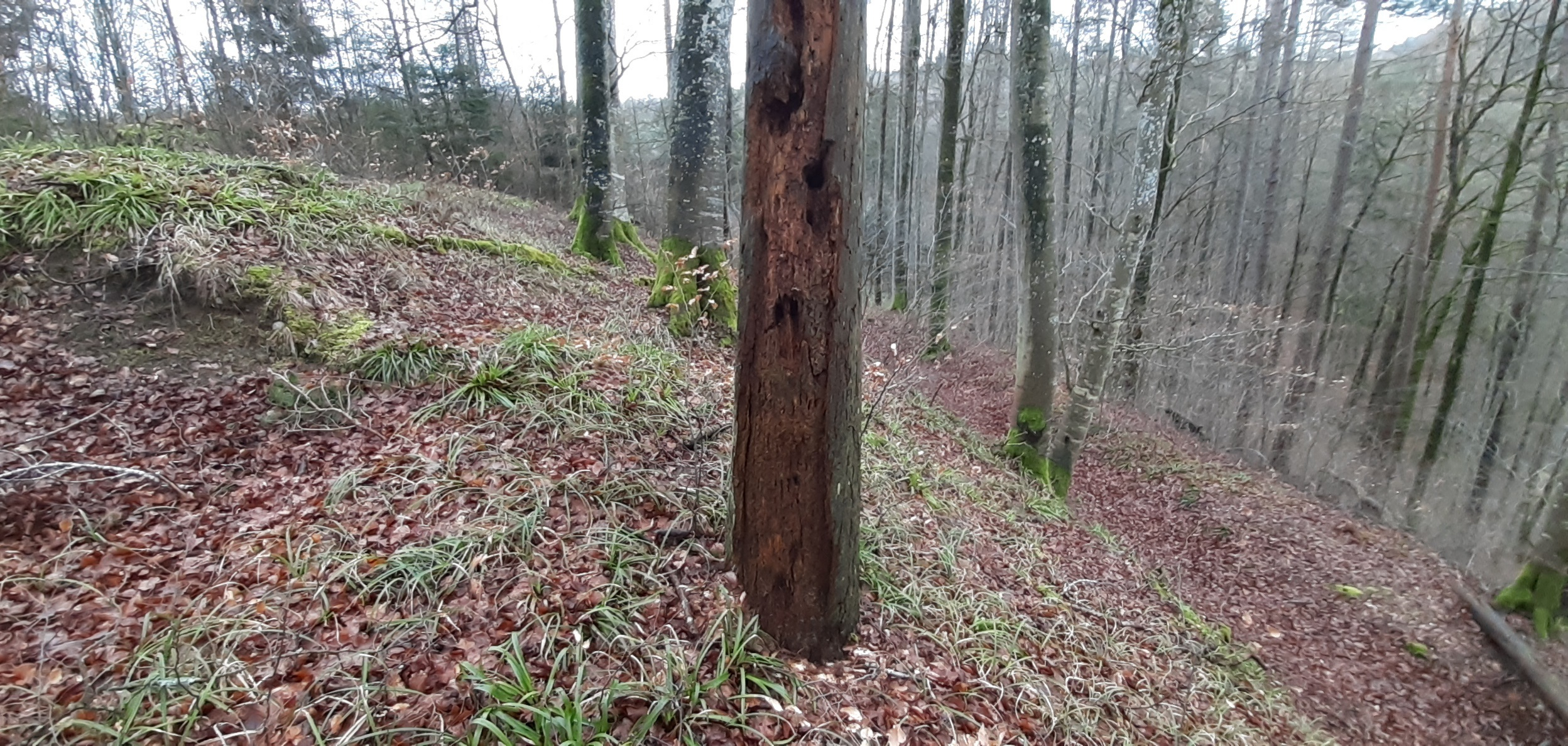
Blick von der Burgstelle über den Ringgraben ins Tal des Bankholzer Dorfbaches
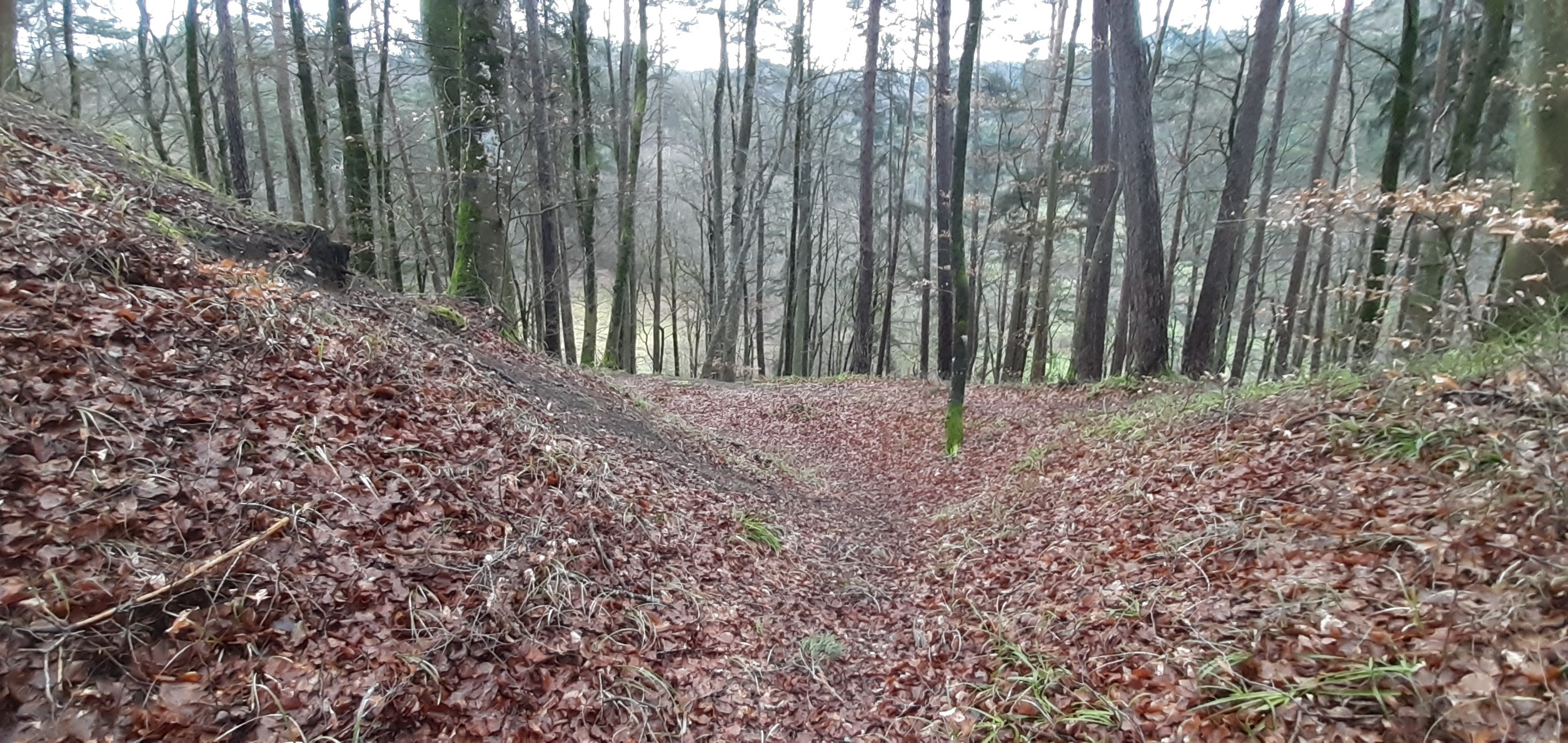
Der noch gut sichtbare Halsgraben im Norden Richtung Bankholzen
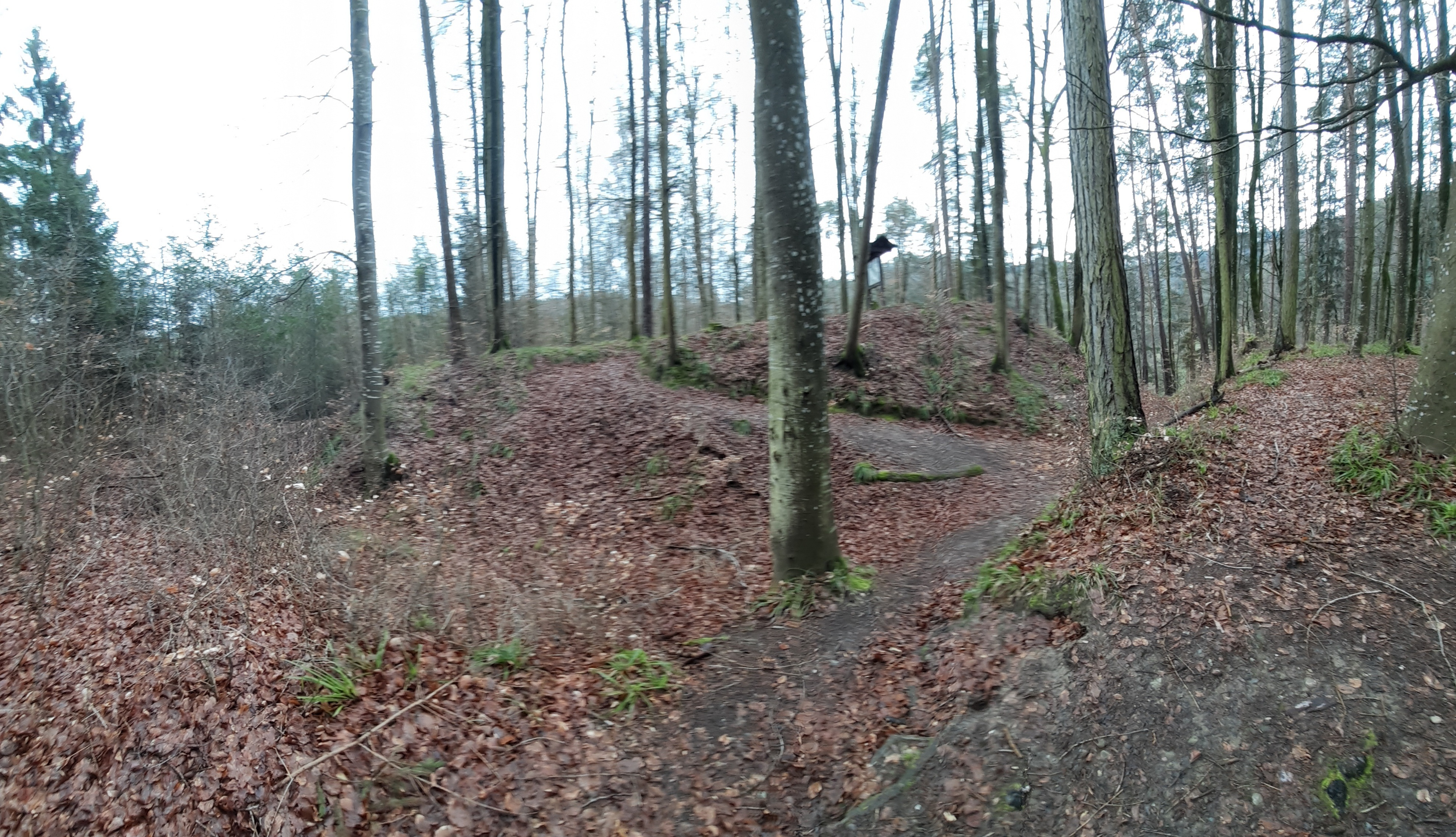
Blick auf die Burgstelle von Nordosten, mittig der Wanderweg über die Burgstelle